# Porto de Pedras
Porto de Pedras är en kommun i Brasilien.   Den ligger i delstaten Alagoas, i den östra delen av landet, 1 500 km nordost om huvudstaden Brasília. Antalet invånare är 8 419.
Omgivningarna runt Porto de Pedras är en mosaik av jordbruksmark och naturlig växtlighet. Runt Porto de Pedras är det ganska glesbefolkat, med 40 invånare per kvadratkilometer.